# Fall Creek Township (comté d'Adams, Illinois)
Fall Creek Township est un township du comté d'Adams dans l'Illinois, aux États-Unis,. 

## Source de la traduction
- (en) Cet article est partiellement ou en totalité issu de l’article de Wikipédia en anglais intitulé « Fall Creek Township, Adams County, Illinois » (voir la liste des auteurs).